# Olympische Sommerspiele 1996/Teilnehmer (Moldau)
| Gelbes Symbol für Goldmedaillen mit stilisierten Olympischen Ringen | Graues Symbol für Silbermedaillen mit stilisierten Olympischen Ringen | Braundes Symbol für Bronzemedaillen mit stilisierten Olympischen Ringen |
| ------------------------------------------------------------------- | --------------------------------------------------------------------- | ----------------------------------------------------------------------- |
| —                                                                   | 1                                                                     | 1                                                                       |

Die Republik Moldau nahm an den Olympischen Sommerspielen 1996 in Atlanta, USA, mit einer Delegation von 40 Sportlern (35 Männer und fünf Frauen) teil.

## Medaillengewinner
Mit je einer gewonnenen Silber- und Bronzemedaille belegte das moldauische Team Platz 58 im Medaillenspiegel.

### Silber
| Name(n)                            | Sportart | Wettkampf                  |
| ---------------------------------- | -------- | -------------------------- |
| Viktor Reneysky, Nicolae Juravschi | Kanu     | Zweier-Canadier, 500 Meter |

### Bronze
| Name           | Sportart | Wettkampf                              |
| -------------- | -------- | -------------------------------------- |
| Sergei Mureiko | Ringen   | Superschwergewicht, griechisch-römisch |

## Teilnehmer nach Sportarten

### Bogenschießen
- Natalia Valeeva
Frauen, Einzel: 12. Platz

- Nadejda Palovandova
Frauen, Einzel: 38. Platz

### Boxen
- Igor Samoilenco
Fliegengewicht: 9. Platz

- Octavian Ticu
Leichtgewicht: 17. Platz

### Gewichtheben
- Vladimir Popov
Federgewicht: 17. Platz

- Serghei Cretu
Leichtgewicht: 16. Platz

- Vladimir Birsa
Mittelgewicht: 13. Platz

- Vadim Vacarciuc
Halbschwergewicht: 5. Platz

- Mihai Vihodet
I. Schwergewicht: 17. Platz

### Judo
- Andrei Golban
Leichtgewicht: 17. Platz

- Oleg Cretu
Halbmittelgewicht: 13. Platz

### Kanu
- Andrei Placinta
Einer-Canadier, 500 Meter: Halbfinale

- Vadim Salcutan
Einer-Canadier, 1000 Meter: Halbfinale

- Nikolaï Juravschi
Zweier-Canadier, 500 Meter: Silber 
Zweier-Canadier, 1000 Meter: 5. Platz

- Victor Reneischi
Zweier-Canadier, 500 Meter: Silber 
Zweier-Canadier, 1000 Meter: 5. Platz

### Leichtathletik
- Valeriu Vlas
Marathon: 77. Platz

- Vadim Zadoinov
400 Meter Hürden: Vorläufe

- Feodosiy Ciumacenco
20 Kilometer Gehen: 41. Platz

- Alexandru Jucov
Stabhochsprung: 29. Platz in der Qualifikation

- Valentina Enachi
Frauen, Marathon: Rennen nicht beendet

- Olga Bolșova
Frauen, Hochsprung: 11. Platz

- Ina Gliznuța
Frauen, Hochsprung: 23. Platz in der Qualifikation

### Radsport
- Veaceslav Oriol
Straßenrennen, Einzel: 73. Platz

- Igor Pugaci
Straßenrennen, Einzel: Rennen nicht beendet

- Ruslan Ivanov
Straßenrennen, Einzel: Rennen nicht beendet
Einzelverfolgung: 27. Platz

- Igor Bonciucov
Straßenrennen, Einzel: Rennen nicht beendet
Einzelverfolgung: 33. Platz

- Oleg Tonoritchi
Straßenrennen, Einzel: Rennen nicht beendet

### Ringen
- Igor Grabovetchi
Schwergewicht, griechisch-römisch: 6. Platz

- Sergei Mureiko
Superschwergewicht, griechisch-römisch: Bronze

- Vitalie Railean
Halbfliegengewicht, Freistil: 6. Platz

- Nazim Alidjanov
Bantamgewicht, Freistil: 14. Platz

- Victor Peicov
Weltergewicht, Freistil: 7. Platz

- Gusman Jabrailov
Mittelgewicht, Freistil: 9. Platz

### Schießen
- Ghenadie Lisoconi
Schnellfeuerpistole: 6. Platz

- Oleg Moldovan
Laufende Scheibe: 9. Platz

### Schwimmen
- Maxim Cazmirciuc
50 Meter Freistil: 43. Platz
100 Meter Freistil: 55. Platz
100 Meter Schmetterling: 46. Platz

- Andrei Zaharov
200 Meter Freistil: 41. Platz
400 Meter Freistil: 31. Platz

- Artur Elizarov
100 Meter Rücken: 43. Platz
200 Meter Rücken: 33. Platz

- Vadim Tatarov
100 Meter Brust: 30. Platz
200 Meter Brust: 29. Platz

- Serghei Mariniuc
200 Meter Lagen: 13. Platz
400 Meter Lagen: 8. Platz